# Asilus striatus
Asilus striatus là một loài ruồi trong họ Asilidae. Asilus striatus được Gmelin miêu tả năm 1790. Loài này phân bố ở vùng Cổ Bắc giới.